# Авока (Небраска)
Авока (енгл. Avoca) град је у америчкој савезној држави Небраска.

## Демографија
По попису из 2010. године број становника је 242, што је 28 (-10,4%) становника мање него 2000. године.
| Група             | 2000.       | 2010.       |
| Белци             | 263 (97,4%) | 228 (94,2%) |
| Афроамериканци    | 0 (0,0%)    | 0 (0,0%)    |
| Азијати           | 0 (0,0%)    | 0 (0,0%)    |
| Хиспаноамериканци | 7 (2,6%)    | 7 (2,9%)    |
| Укупно            | 270         | 242         |